# 289 f.Kr.

## Händelser

### Efter plats

#### Sicilien
- Syrakusas tyrann Agathokles dör efter att på sin dödsbädd ha återställt den syrakusiska demokratin, genom att klargöra, att han inte vill, att hans söner ska efterträda honom som kungar. Dock leder oenigheten inom familjen angående tronföljden till att Karthago kan förnya sin makt på Sicilien.

## Avlidna
- Agathokles, tyrann av Syrakusa sedan 317 f.Kr. och självutnämnd kung av Sicilien sedan 304 f.Kr. (född 361 f.Kr.)
- Mencius, kinesisk filosof (död omkring detta år; född omkring 372 f.Kr.)